# مصطفى نائلي باشا
مصطفى نائلي باشا (1798- 1871)، هو الصدر الأعظم في الدولة العثمانية، وتقلد المنصب مرتين أثناء حكم السلطان العثماني عبد المجيد الأول. المرة الأولى ما بين 14 مايو 1853 - 29 مايو 1854، والثانية ما بين 6 أغسطس 1857 - 22 أكتوبر1857
بدأ عمله العسكري في مصر تحت حماية محمد علي باشا. وقد أخمد تمرد اليونانيين الكريتيين أثناء قلاقل 1820 في مختلف جزر إيجة
المتحالفة مع حرب الاستقلال اليونانية.
في 18 مايو 1828 استعاد فرانگوكاستلو (في كريت)، للسيطرة العثمانية من حاجي ميخاليس داليانيس.
السلطان العثماني محمود الثاني الذي فوجئ دون أن يكون مستعداً وبدون جيش (بعد أن أخمد الانكشارية)، أُجبر على طلب العون من تابعه المتمرد وغريمه في مصر محمد علي باشا الذي ارسل مصطفى نائلي باشا لثقته به فقد كان رجال الدولة النائلي من الاعيان والاشراف ومعروفين في مختلف اصقاع الدولة العثمانية بشدة بأسهم وحنكتهم السياسية.
بحلول 1832 كان مصطفى نائلي باشا يدير الجزيرة لعقدين من الزمان، وهذا هو سبب إشارة السجلات العثمانية له بلقب "گريتلي"
حاول حكمه أن يخلق مزيجاً من أصحاب الأطيان المسلمين وطبقات التجار المسيحيين البازغة. اتسم حكم مصطفى. (نسبة إلى كريت) نائلي باشا بممالأة حذرة للبريطانيين، وبذل المزيد من الجهد لنيل دعم اليونانيين الكريتيين أكثر مما سعى لنيل دعم الاتراك الكريتيين (فقد تزوج ابنة قس وسمح لها أن تظل مسيحية), إلا أنه في 1834، كانت لجنة كريتية قد شـُكـِّلت بالفعل في أثينا للعمل على ضم.
جزيرة كريت إلى اليونان.
في 1840، تدخل اللورد هنري پالمرستون وزير الخارجية البريطاني والذي كان معروفا بمعارضته وسعيه لايقاف توسعات محمد عليباشا لاجبار والي مصر على إعادة كريت إلى الحكم العثماني المباشر. ولحين من الوقت حاول مصطفى نائلي باشا، دون جدوى، أن يصبح أميراً شبه مستقل على كريت كما فعل حليفة في مصر محمد علي باشا إلا أن اليونانيين الكريتيين هبوا ضده وحاصروا
المسلمين مرة أخرى في البلدات. وقد استعادت عملية بحرية أنگلو-عثمانية السيطرة على الجزيرة وتم تأكيد مصطفى نائلي باشا حاكما عليها إلا أنه أصبح تابعاً للباب العالي وليس القاهرة. وقد ظل في كريت حتى 1851 حين استُدعي إلى العاصمة وتسلم منصب
الصدر الاعظم.
ترؤسه لمنصب الصدر الأعظم اتسمت بالتوتر بين الدولة العثمانية وروسيا. فقد تصادفت فترته الأولى بالضبط مع ليلة اندلاع حرب القرم، وفترة ولايته الثانية مع أعقاب تلك الحرب.